# Wood-block
Le wood-block est un instrument de musique de percussion composé d'un morceau de bois creux sur lequel on tape avec un morceau de bois plein. 
Certains de ces instruments viennent d'Asie. Il en existe de toutes tailles.

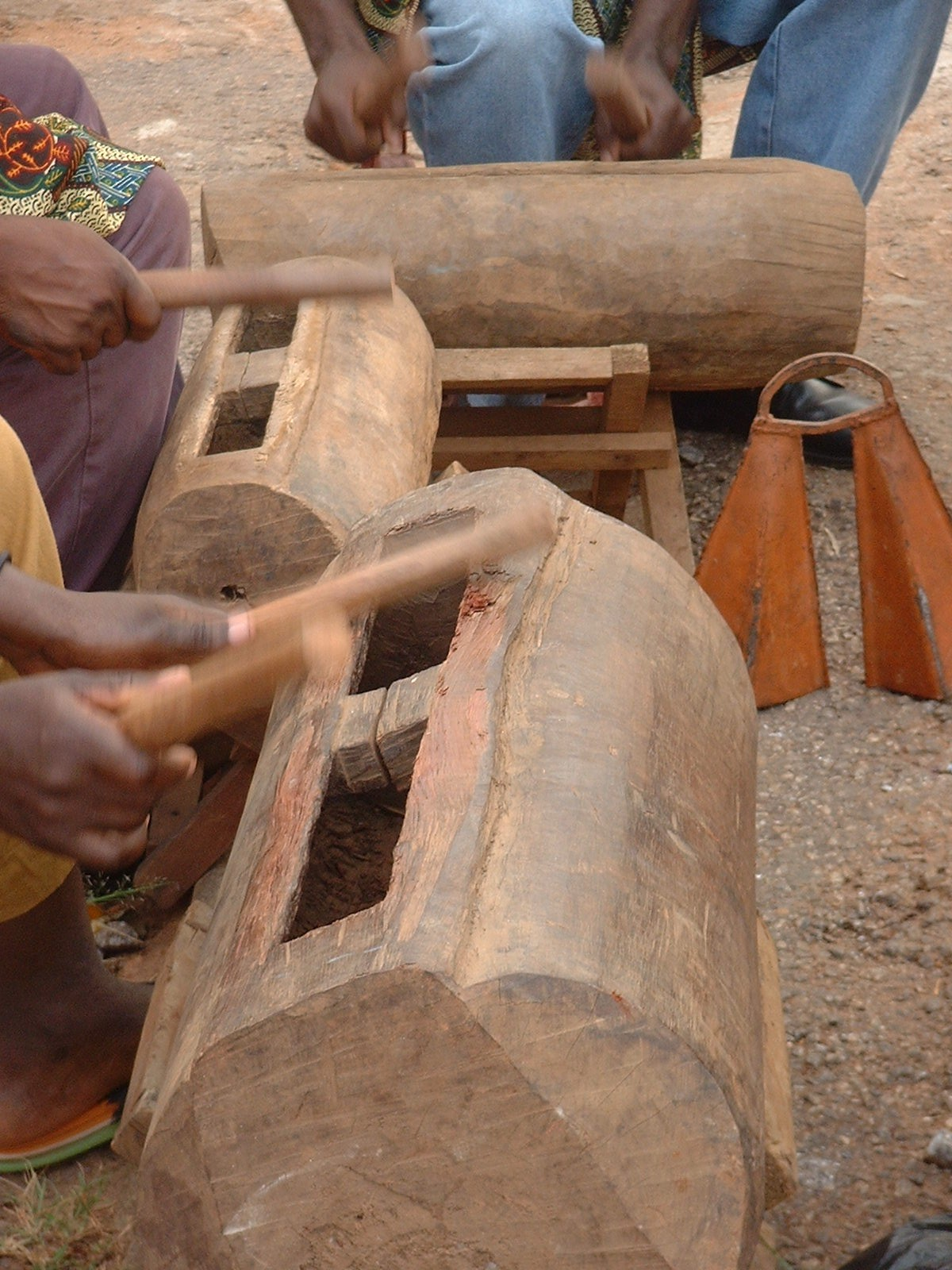
Instruments à percussion du Cameroun.

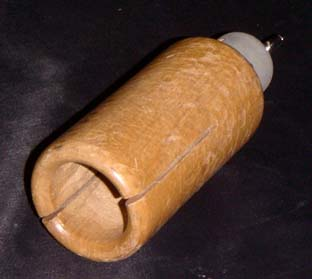
Bloc de bois cylindrique.